# Дубенков Максим Володимирович
Максим Володимирович Дубенков (нар. 15 грудня 1998, Вінниця, Україна) — український футболіст, захисник.

## Життєпис
Народився у Вінниці. Вихованець молодіжної академії донецького «Шахтаря». Окрім «гірників» у ДЮФЛУ виступав також у складі вінницької ВОДЮСШ та донецького «Металурга». Також виступав за вінницьку ДЮСШ Бєланова-Блохіна. У 2016 році виступав в аматорському чемпіонаті України в складі вінницької «Ниви-В». Залишився в команді й після набуття нею професіонального статусу, проте дебютувати на професіональному рівні за «Ниву» не встиг. Отримав важку травму, через що був відзаявлений керівництвом вінницького клубу у першій частині сезону 2016/17 років, до того ж контракт з гравцем було розірвано. Наприкінці березня 2018 року побував на перегляді у «Ниві», зіграв у товариському поєдинку вінницького клубу проти «ЕСМ-Поділля».
Напередодні старту сезону 2018/19 років перейшов до «Олександрії», де виступав за молодіжну команду клубу. За першу команду «городян» дебютував 25 вересня 2019 року в переможному (1:0) виїзному поєдинку 3-о кваліфікаційного раунду кубку України проти вишгородського «Діназу». Максим вийшов на поле на 46-й хвилині, замінивши Максима Куліша. У середині січня 2020 року залишив команду.